# 克莱雷
克莱雷（法語：Clérey，法語發音：[kleʁɛ]）是法国奥布省的一个市镇，位于该省中南部，属于特鲁瓦区和特鲁瓦香槟都会城市圈公共社区，其市镇面积为18.79平方公里，2022年1月1日时人口数量为1,150人。
克莱雷是特鲁瓦香槟都会城市圈公共社区的组成部分，位于特鲁瓦市区东南大约10公里。

## 行政
克莱雷的邮政编码为10390，INSEE市镇编码为10100。

## 地理

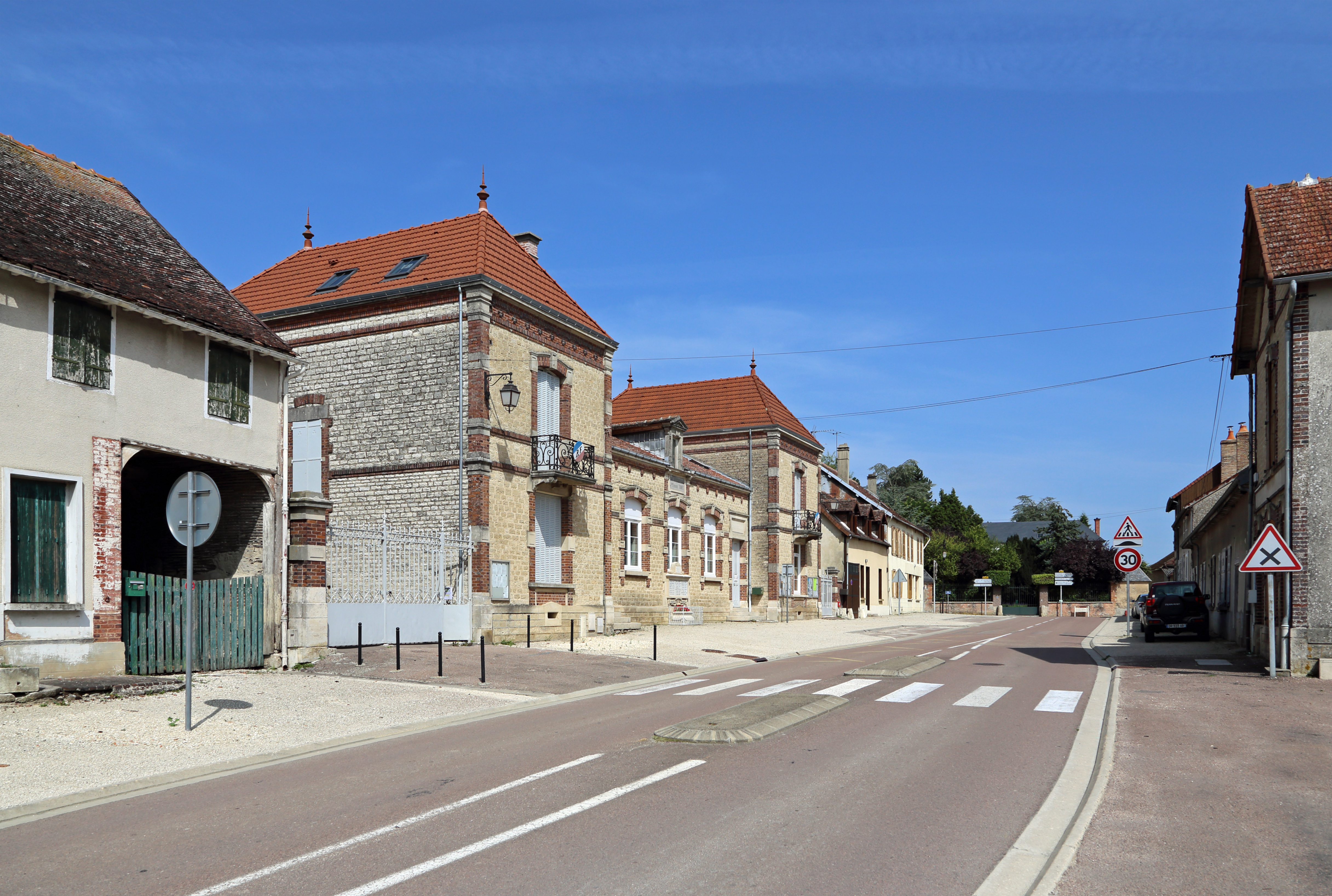
克莱雷教堂街

克莱雷（48°12'32"N, 4°11'25"E）位于法国中北部偏东，大东部大区西南部和奥布省中部偏南。
与克莱雷接壤的市镇包括：弗雷努瓦堡、蒙托兰、圣帕尔莱沃德、圣蒂博、沃德、韦里耶尔、维勒穆瓦耶讷。
塞纳河干流自东南向西北流经镇中心，境内地势平坦。
按照柯本气候分类法，克莱雷属于温带海洋性气候，全年温差较小，降水分布均匀。

## 历史
克莱雷历史上长期为一普通村落，18世纪末曾受到洪水侵袭，法国大革命后建立市镇。

## 交通
奥布省省道D1线、D21A线、D49线和D671线在克莱雷境内交汇。法国A5高速公路经过境内北部但未设出入口。

## 政治
现任克莱雷市长为让-皮埃尔·勒科尔谢先生（Jean-Pierre Lecorché）。

## 人口
| 年份   | 1936 | 1946 | 1954 | 1962 | 1968 | 1975 | 1982 | 1990 | 1999 | 2006  | 2011  | 2016  | 2017  |
| ------ | ---- | ---- | ---- | ---- | ---- | ---- | ---- | ---- | ---- | ----- | ----- | ----- | ----- |
| 人口數 | 686  | 669  | 783  | 805  | 802  | 788  | 825  | 865  | 930  | 1,056 | 1,116 | 1,096 | 1,100 |

## 建筑
克莱雷教堂是法国国家文物保护单位。